# Comité européen pour la prévention de la torture et des peines ou traitements inhumains ou dégradants
Pour les articles homonymes, voir CPT.
Le Comité européen pour la prévention de la torture et des peines ou traitements inhumains ou dégradants (anciennement Comité pour la prévention de la torture, abrégé en CPT) est un organe du Conseil de l'Europe (CE) qui vise à prévenir les cas de torture et autres traitements inhumains ou dégradants sur le territoire des États signataires de la Convention européenne pour la prévention de la torture et des peines ou traitements inhumains ou dégradants (ci-après: la Convention), entrée en vigueur en 1987. Elle a été ratifiée par les 47 États membres du CE ; depuis mars 2002 et l'adoption d'un protocole à la Convention, tout État non membre du CE peut aussi être invité à la signer par le Conseil des ministres du CE.

## Mandat du CPT
L'article 1er de la Convention définit le mandat du CPT : « Il est institué un Comité européen pour la prévention de la torture et des peines ou traitements inhumains ou dégradants (ci-après dénommé: "le Comité"). Par le moyen de visites, le Comité examine le traitement des personnes privées de liberté en vue de renforcer, le cas échéant, leur protection contre la torture et les peines ou traitements inhumains ou dégradants. »
La priorité du CPT est donc d'essayer de prévenir la torture et les autres traitements inhumains ou dégradants dans des lieux où des individus sont retenus contre leur gré par la force publique. Celui-ci est compétent pour effectuer des visites à tout moment et de tous les lieux dans lesquels les personnes sont détenues par l’autorité publique. Sont ainsi notamment visés : les lieux de détention des mineurs, les établissements pénitentiaires (maisons d'arrêt et maisons de peine), les établissements de défense sociale (internement), les centres de rétention des étrangers en séjour illégal et les établissements des forces de l'ordre (police).

## Méthode de travail
Pour ce faire, le CPT visite les lieux de détention (cela peut être des prisons, des postes de police, des hôpitaux psychiatriques, ou encore des centres de rétention pour étrangers ou des rééducation pour les mineurs, par exemple) afin d'évaluer le traitement réservé aux détenus. Ces visites sont effectuées par des équipes d'au moins deux délégués du CPT, qui ne sont pas élus par le pays visité. Des experts professionnels (médecins, interprètes, etc.) peuvent se joindre aux membres du CPT qui composent la délégation en fonction des besoins.
Les visites sont annoncées (sans en préciser la date) à l'État concerné, qui ne peut les refuser que pour des raisons de force majeure (troubles graves, défense nationale, sécurité publique, ou enquête pénale urgente) mais, même dans ces cas, l'État visité doit prendre toutes les dispositions pour que la visite prévue puisse se dérouler le plus rapidement possible. La Convention donne aux membres du CPT le droit de visiter tous les lieux de détention des pays ayant signé la convention. Ils peuvent circuler librement à l'intérieur des lieux de détention. Au cours de la visite, les délégués s'entretiennent avec les personnes privées de liberté sans que des témoins (gardiens, par exemple) n'assistent à la conversation. Le CPT peut également choisir avec quelles personnes il souhaite entrer en contact pour se faire une bonne représentation de la situation.
Au terme de chaque visite, le CPT remet à l'État concerné un rapport contenant les constatations de la délégation visiteuse. Ce rapport est confidentiel, et permet d'engager un dialogue avec les autorités responsables sur les points qu'il contient.

## Philosophie du CPT
La philosophie de base de la convention est de protéger les personnes privées de liberté et non de condamner les autorités détentrices pour d'éventuels abus. Dans cette optique, le CPT recherche toujours à coopérer avec les autorités, avant, pendant et après une visite. La confidentialité, déjà mentionnée, est l'autre axe suivi par le CPT pour son travail sur les lieux de détention. Les rapports sont confidentiels, mais le CPT peut décider de s'exprimer publiquement si l'État destinataire ne procède pas aux améliorations recommandées par le CPT. S'il le désire, l'État visité peut de son côté demander la publication du rapport du CPT et des commentaires qu'il y aurait apportés. 
Si les rapports de visite sont confidentiels, le CPT publie néanmoins un rapport d'activités annuel, dans lequel il présente le travail effectué dans les grandes lignes.